# Golišče
Golišče so razložena vas s samotnimi kmetijami in zaselkom Skodnjakom. Spada v občino Litija. Nahaja se v zahodnem delu Posavskega hribovja, južno nad Kresniškimi Poljanami, v dolini reke Save.
Pomembna vira zaslužka sta živinoreja in gozdarstvo.